# Guy Ritchie's The Covenant
The Covenant (titlu original: în engleză Guy Ritchie's The Covenant) este un film american de acțiune din 2023 scris, regizat și produs de Guy Ritchie. Rolurile principale au fost interpretate de actorii Jake Gyllenhaal și Dar Salim. 
Complotul îi urmărește pe John Kinley, un sergent al armatei americane de la Beretele Verzi, și pe Ahmed, interpretul său afgan, care luptă împotriva talibanilor.

## Distribuție

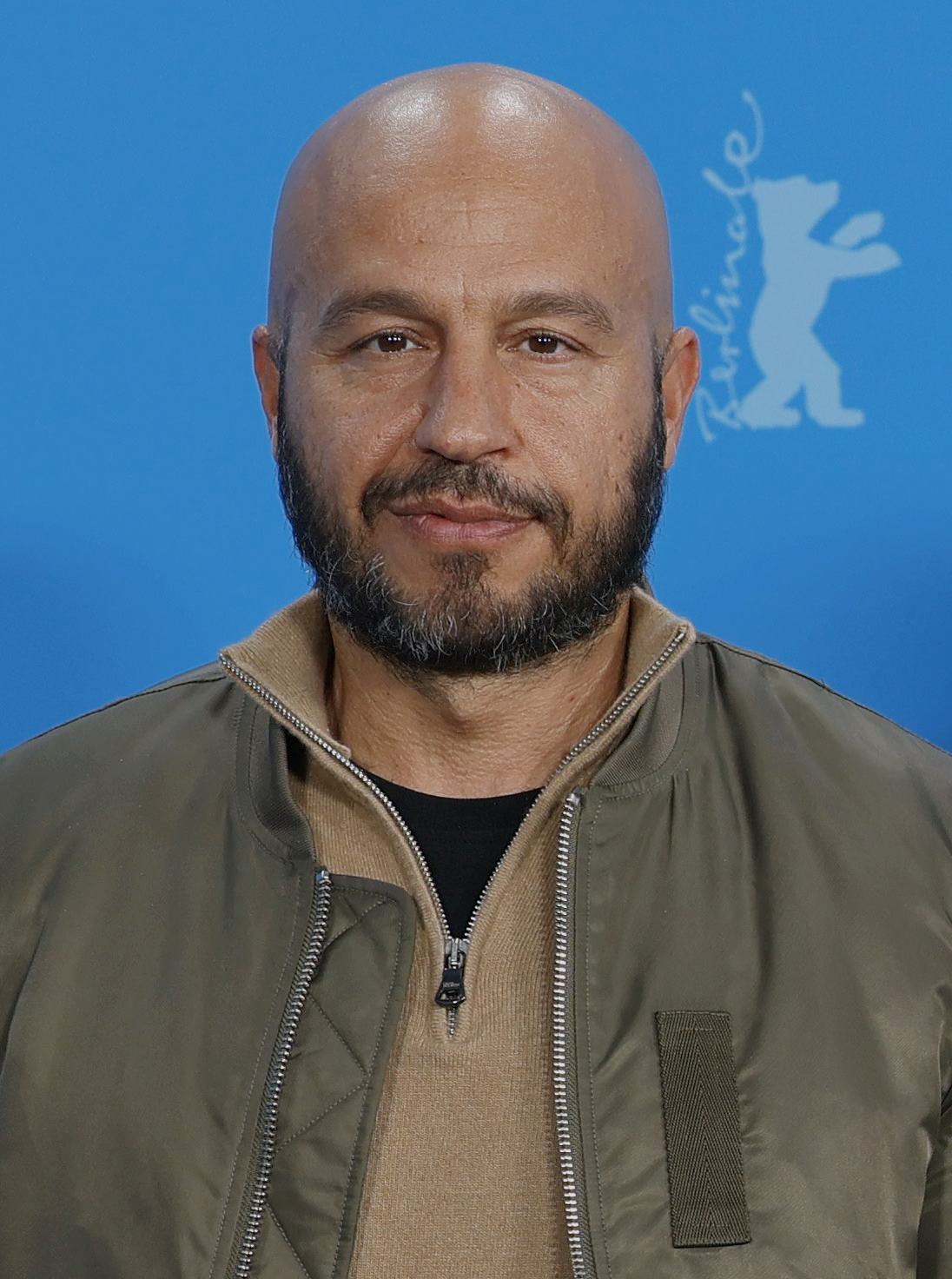
Dar Salim la Berlinale în 2024

- Jake Gyllenhaal – Master Sgt. John Kinley
- Dar Salim – Ahmed
- Sean Sagar – Charlie "Jizzy" Crow
- Jason Wong – Joshua "JJ" Jung
- Rhys Yates – Tom 'Tom Cat' Hancock
- Christian Ochoa – Eduardo "Chow Chow" Lopez
- Bobby Schofield – Steve Kersher
- Emily Beecham – Caroline Kinley
- Jonny Lee Miller – Col. Vokes
- Alexander Ludwig – Staff Sgt. Declan O'Brady
- Reza Diako – Haadee
- James Nelson-Joyce – Jack "Jack Jack" Jackson
- Antony Starr – Eddie Parker
- Fariba Sheikhan – Basira